# 紫藤寛治
紫藤 寛治（しとう かんじ、1832年4月17日（天保3年3月17日） - 1897年（明治30年）6月15日）は、明治時代の政治家。衆議院議員（4期）。

## 経歴
吉川愿恭の第三子として肥後熊本藩領合志郡、のちの原水村（熊本県菊池郡原水村、菊陽村を経て現菊陽町）に生まれ、同村の紫藤善十郎の養嗣子となる。戊辰戦争、西南戦争に従軍した。1873年（明治6年）居村に大原義塾を開き子弟教育に尽力する。里正となったのち、1881年（明治14年）熊本県会議員に当選し、1883年（明治16年）同常置委員となった。ほか、製糸業の改善発達に尽力した。
1890年（明治23年）7月の第1回衆議院議員総選挙では熊本県第3区から出馬し当選。4期連続当選を果たした。

## 親族
- 長男：紫藤猛（実業家、熊本電気取締役）[5]
- 男子：紫藤章（実業家、熊本電気社長）[6]
- 女子：カキハ（教育者・武藤虎太妻）[7]